# スカ・コリュ
スカ・コリュ (Suka Kollu) とは、南アメリカ大陸のアンデス地域で、先スペイン期に、チチカカ湖沿岸の湿地帯などで利用されていた耕作技術である。畝を盛り上げて、その周囲に水の張った堀をめぐらせた形態を持つ。規模はさまざまで、大きいものでは長さが200m近く、幅が数mに達するものもあった。アイマラ語でスカ・コリュ、ケチュア語ではワル・ワル、スペイン語ではカメリョーネス、英語ではレイズドフィールドと呼ばれる。

## 概説
アイマラ語で、Suka とは盛り上げた畝をさし、Kollu も丘などの意味を持つ。また、1612年に刊行された植民地期初期のアイマラ語辞典 (Bertonio 2004 (1612)) に、 Suka とは「畑の畝」を、同時に Uma と言う言葉が「畝の間の凹み」を意味するとして採録されている。 Qullu と言う言葉は「山」を意味するとされている。 Waru とは、「高い」あるいは逆の「深い」を意味するとされている。
チチカカ湖沿岸地帯の湿地帯や河川沿いにおいて、紀元前から見られる耕作方法である。似たような堀を伴う盛り土畑は、新大陸だけでも北米から南米にまで幅広く分布する。チチカカ湖北岸や南西岸、南岸地域に広がっていたものや、ボリビアのアマゾン地帯に広がっていたリャノス・デ・モホスは、特に有名である。チチカカ湖沿岸のものは、プカラ社会やティワナク社会において、利用されていたとされている。
いつに始まり、いつ頃まで利用されていたかについては、論争中である。紀元前200年から紀元後200年ごろに栄えたプカラ期という説もあれば、紀元後400年ころから紀元後1200年ころのティワナク期という説もあるが、地域によっても異なることもあるため、論争中である。しかし、近年の調査で、ペルーでもボリビアでも、形成期と呼ばれる紀元前の時代にまでその利用はさかのぼることはほぼ確実となってきている。
一方、利用の放棄時期に関しても、論争が行われている。一説ではスペイン人の侵入まで、別の説では、ティワナク社会が崩壊するまで、さらには、インカによるチチカカ湖地方の平定まで、と諸説ある。スペイン人の記録文書にはこの盛り畑耕法について触れられていないが、唯一、太陽の島で利用されていたとおもわせる記述が見つかっているという。また、上記のようにSuka Kolluに関連する単語が当時採録されたアイマラ語辞典に散見される。しかし、少なくとも、スペイン人によるこの地域の征服以降、近年にいたるまで全く利用されていなかった。
この盛り畑で何が栽培されていたのかについては、考古学的データからは示されていないが、人類学的調査からみて、おそらく塊茎を利用するいも類（特にジャガイモ）が主要作物であっただろうと推測されている。
ちなみに、先スペイン期においては、ジャガイモの他にノウゼンハレン科のマシュア（イサーニョ、Tropaeolum tuberosum）、カタバミ科のオカ（Oxalis tuberosa）など多様なイモ類が栽培化されていたが、アルティプラーノのような高地では、現在、ジャガイモが圧倒的に栽培されている。その理由は、寒さに強いこと、また、単位面積あたりの収穫高が高いことなどによるという。このほか、原産作物のアカザ科植物のキヌアや、旧大陸からもたらされたソラマメなども現在では栽培されている。
これらは、かならず輪作され、おおよそ3～4年を一サイクルとして、その後、長期の休閑に入る。休閑期間は、時代や場所によって様々である。その理由は、土壌の地力回復ではなく、むしろ、植物病害を引き起こす寄生虫（シストセンチュウなどの線虫類）を避けるためであることが最近になって確認されている。
また、マシュアはその根から線虫が嫌う分泌物を出すことが知られており、ペルーの山間部などジャガイモとマシュアを同じ時期に栽培する地域では、線虫駆除のためこれらを混植することがある。アルティプラーノでは、地域にもよるが混植をせず、時期をずらしてこれらを栽培したり、わざわざ分けて栽培されるところが見られる。

## 構造と機能
礫や砂利、粘土などを何層にも丁寧に敷き詰めて畝を形成したものと、単に堀をめぐらせて土をもって畝を形成したものと2種類ある。畝が丁寧に作られているものは、チチカカ湖沿岸の湿地帯のティワナク関連遺跡付近でのみ見つかっている。これらは主に排水を効率的に促すために作られたと解釈されている。
また、堀の中の底をさらって畝に盛り上げて養分にしたという。ただし、実験を実際に行っている現地の農業技術者によれば、これだけでは養分としては足りないともいう。
畝を囲む堀は、湿地帯における排水が主な目的で、盛り上げた畝の中に含まれる余分な水分を堀へ排出する働きがあるという。これにより、畝の中の作物の根腐れを防ぐという。また、場合によっては、畝への給水の役目も果たしたといわれている。さらに、アルティプラーノは気温の日較差が激しいため、日中は堀の中の水が熱を吸収し、夜になるとその熱が放射され畝を寒さから守る働きをするという。これによって、冷害を避けることができるという。
似たような構造を持つ畑に、メキシコのチナンパがある。また、ボリビアのアマゾン地域、ベニ県のモホスでも、壮大な盛り畑農耕や堤道を見ることができる。スカ・コリュと同じような堀を備えた盛り畑農耕は、アメリカ大陸だけでも、北米南部から中米、南米ではコロンビアやエクアドル、スリナムなどの湿地帯に多く広がっている。
しかし、それらの中でも、複雑な社会が発展した地域はごく限られている。

## 近年の研究と応用実験
1900年代初頭からその存在は確認されてはいたが、1960年代以降研究が始まり、特に1980年代前半にチチカカ湖北岸、ペルー領、プーノ県のワッタ(Huatta) 地区において、ジャガイモによる復元実験が行われた。その後、1980年代後半に、ボリビア領、ラパス県のラカヤ・コミュニティー (カタリ盆地) とアチュタ・グランデ・コミュニティー（ティワナク谷）でもジャガイモで実験が行われる。
これらの実験では、一般に行われている天水農耕にくらべ、単位面積当たりの収穫量は最低でも2～3倍の生産量を誇ると見積もられた。
ペルー領ワッタ地区の複数のコミュニティーで、1981-82・83-84・84-85年に実験が行われ（1982-83年は水害で実験不可）、平均しておよそ10.66t/haの収穫高があった (Erickson 1988)。ペルー農水省によるプーノ県の平均収穫高データは1.5~6t/haという。
一方、ボリビア領でも、1987-88年にラカヤ共同体に2.5haほどのスカ・コリュが復元され実験が行われる。これによると、天水農耕で約2.5t/ha（化学肥料なし、ラカヤ・コミュニティー近くの斜面）、14.5t/ha（化学肥料あり、アチュタ・グランデ・コミュニティー）なのに対して、スカ・コリュ（ラカヤ・コミュニティー）では21t/haの収穫高があった (Kolata 1991)。また、この年は記録的な冷害に見舞われている。一般の天水農耕ではほぼ100％何らかの形で被害を受けていたにもかかわらず、スカ・コリュでなんらかの形の被害を受けたのは、10.5％ほどだったという（前掲書）。
この実験結果から、現代の農村開発へ積極的な応用を開始する。チチカカ湖沿岸で先スペイン期に利用されていたという事実から、先住民の知恵、祖先の知恵、あるいは、緑の革命とは異なり資本を必要とせず、チチカカ湖盆地の生態系に合致した土着の農耕技術としてもてはやされ、広範囲で応用実験が開始されていった。最盛期には、ペルー領では、チチカカ湖北岸のワッタ地区やフリアカ市郊外および南西岸のポマタ地域、ボリビア領では、コパカバーナ地区、ティワナク谷、カタリ盆地、プカラニ盆地地区、ビアチャ近郊という非常に広い範囲で実験が行われていた。これらの実験場の痕跡は、現在でも見ることができる。
しかしながら、ボリビア領での実験の場合、1994-95年になると、スカ・コリュの単位面積当たりの収穫高は、天水農耕の収穫高とほぼ同じになってしまう。前年の1993-94年における収穫高3.7t/haに比べ、1994-95年は0.5t/ha弱で、約1/9にまで落ち込むんでしまう。（ティワナク谷にあるアチュタ・グランデの実験場。）1993-94年と、94-95年では、気象的に大きな差は無いが、一般の天水農耕の収穫高も94-95年には前年の約1/3.5にまで落ち込んでいる。しかし、比較すると、落ち込み方は、スカ・コリュのほうが激しくなっている。
結局、最終的にペルー領も含めて、1996年ころまでにほとんどの実験が放棄されてしまう。原因はさまざまだが、ひとつは労働力の組織化（協同労働）の問題、水不足、農民たちの過少労働の原理などがあげられる。一般の天水農耕に比べ、スカ・コリュは労働投下量が多くなるが、実際の生産量は年々減少していったため、農民たちの労働意欲をそぎ、放棄していったという (Swartley 2000)。この収穫高減少の原因は、スカ・コリュでは毎年同じ畝でジャガイモを植え続けたため、寄生虫がわき連作障害が引き起こされたことと推定されている (Bandy 2004; Nakajima 2004)。
しかしボリビアの場合、2000年ころになると、Programa de SukaKollu (PROSUKO)というスイス系のNGO組織の援助のもと再び復元応用実験が開始される。2003年に大きく改組し、人員も大きく入れ替わり事務所も移転するなどするが、2006年現在まだ継続している。これまでの実験の失敗をかんがみ、水量を多く確保できる場所を選定して応用実験は開始された。同時に、市場経済との結びつきを強め農民たちの労働意欲を刺激するようにしている。この組織は2008年まで現在の実験を援助するという。
実際のスカ・コリュの運営は、農民たちの自立的組織 Unión de Asociaciones Productivas del Altiplano (UNAPA) に任せることで、農民たち自身によって協同労を機能させるように促し、自立的な経営を行ってゆけるようにしている。また、単位面積あたりの収穫高をより増やすため、特定の種芋を一括購入したり、トラクターを導入し労働力を縮減させるなどしている。
基本的に、スカ・コリュは、実験結果や理論的な面からその単位面積当たりの生産性は一般の耕作方法に比べると、若干は高いとされているため、トラクター導入などによってその労働投下量（人数）さえ抑えることができれば、一人当たりの生産性を高めることができる技術であり、それを目指して現在では行われている。